# Jairo Castillo
Jairo Fernando Castillo Cortés (Tumaco, 17 novembre 1977) è un ex calciatore colombiano, di ruolo attaccante.

## Carriera

### Club
Uscito dalle giovanili dell'América de Cali, dopo un breve periodo in prestito all'Atlético Bucaramanga gioca fino al 2000 con l'América, prima di passare alla squadra argentina del Vélez Sársfield, dove realizza 7 reti in 26 gare. Nel 2001 torna in Colombia, sempre all'América, dove disputa ottime stagioni realizzando 14 reti in 49 gare. Nel 2003 torna in Argentina, nell'Independiente, e poi in Spagna, dove passa un breve periodo nel Real Valladolid. Nel 2005 torna nuovamente in Colombia, nuovamente all'América de Cali, e successivamente ai Millonarios. Nel 2007 passa ai ciprioti dell'AEL Limassol, dove segna 6 reti in 11 gare. Il breve periodo in Uruguay, al Defensor Sporting, precede il passaggio ai neopromossi argentini del Godoy Cruz. All'inizio del 2011 passa ai messicani del Querétaro, e dopo circa due mesi ritorna in Argentina, ingaggiato dall'Independiente. Il 18 giugno seguente rescinde il contratto valido ancora fino a dicembre per via di un infortunio a una caviglia.

### Nazionale
In Nazionale arriva nel 1999, a 22 anni, e partecipa alla vittoriosa Copa América 2001 vinta in casa. Ha totalizzato 5 gol in 24 presenze.

## Palmarès

### Club

#### Competizioni nazionali
- Campionato colombiano (seconda divisione): 1

Atletico Bucaramanga: 1995
- Campionato colombiano: 2

America Cali: 1997, 2002
- Coppa Merconorte: 1

America Cali: 1999
- Campionato uruguaiano: 1

Defensor Sporting: 2008

#### Competizioni internazionali
- Coppa Merconorte: 1

America de Cali: 1999

### Nazionale
- Coppa America: 1

2001